# Île Aïon
L’île Aïon est une île, située à l'entrée de la baie de Tchaoun, en mer de Sibérie orientale, en Russie. Distante de 3,5 km de la terre ferme, elle en est séparée au sud-est par le détroit de Maly Tchaounski. Elle dépend administrativement du district autonome de Tchoukotka, dans l'Extrême-Orient russe. L'île mesure 62 km de longueur sur 38 km de largeur dans sa partie centrale. Sa superficie est d'environ 2000 km². Elle comprend trois autres îles dont l'Île Mosey.